# 鯨岡氏
鯨岡氏（くじらおかし）は、日本の氏族。岩城氏の庶流。岩城四十八館の一つ・陸奥国鯨岡館主。

## 出自
桓武平氏の流れを汲む岩城氏（磐城分郡守護で後に戦国大名）庶流。祖は『磐城系図』では富田師行の子・鯨岡基忠と書かれ、また、『中興系図』には「鯨岡、平、本国陸奥岩城郡、孫太郎行隆これを称する」とある。

## 概要
鯨岡氏が歴史上登場するのは南北朝時代以降である。建武2年（1335年）7月27日、下野国にて北朝方の茂木知貞が南朝方についた本家筋 宇都宮公綱と戦うと、同じく北朝方であった岩城氏の援軍として鯨岡氏が派遣されているという。しかし、その後、延元元年（1336年）、足利尊氏が陸奥に有力な足利一門である斯波家長を陸奥守兼奥州総大将として派遣すると、岩城氏を初めとする、伊賀氏、石川氏ら南奥の国人は北朝方についたのに対して、岩城氏の支族 鯨岡乗隆・隆行父子が南朝方の北畠顕家についた。これに対して、足利方の旗頭である斯波氏は付近の国人に命じて鯨岡氏の居城・湯本城の攻撃させたとされる。
同じく南奥の南朝方であった白河の結城親朝は同族菊田庄司・小山朝郷と共に鯨岡乗隆を援けるという。しかし、延元2年（1337年）正月10日、合戦が開始された。鯨岡乗隆軍・国魂行泰軍合わせて2000騎、小山軍800騎合わせて2800騎に対し、北朝軍は4000騎と優勢であり、なおかつ本家筋の岩城朝義・岩城常朝を初め、伊賀盛光・石川氏ら周辺の国人の大軍を前に敗退していったという。
なお、同時代、鯨岡氏は常陸国内にも所領があったとみられ、南北朝時代の武将として常陸鯨岡城主・鯨岡忠幹の名もみえる。その後、鯨岡氏は岩城氏の家臣として復帰するものの岩城氏が佐竹氏の配下となると佐竹氏の家臣となった。
佐竹家臣としての鯨岡氏としては『慶長国替記』に鯨岡仁左衛門・鯨岡兵四郎、『秋田近世前期人名辞典』には鯨岡監物らの名が見える。なお、鯨岡氏の当主・鯨岡三郎左衛門胤良の妹は同じ佐竹家臣の安島氏に嫁いで安島吉兵衛信昌正室になるという。

## 系図
なお、秋田県公文書館には同館編『系図目録II』の中に佐竹義宣の秋田転封に随行した鯨岡氏の系図 『鯨岡氏系図』が収録されているので以下に掲載する。
鯨岡胤国-鯨岡家胤-鯨岡種来-鯨岡三郎左衛門胤良-鯨岡胤従-鯨岡清胤-鯨岡重胤-鯨岡小作某